# Об'єднана суднобудівна корпорація
АТ «Об'єднана суднобудівна корпорація» (ОСК;рос. Объединённая судостроительная корпорация) — відкрите акціонерне товариство в Росії, яке об'єднує дочірні компанії з будівництва, ремонту та технічного обслуговування суден на заході та півночі Росії, а також на Далекому Сході країни для оптимізації цивільного суднобудування з використанням військових об'єктів.
USC є 100 % власником фінської корабельні Arctech Helsinki Shipyard, купивши решту 50 % акцій у свого партнера по спільному підприємству STX Finland Cruise Oy. У 2016 році виторг компанії склав 49 мільярдів рублів.
Станом на 2021 рік корпорація будувала в Росії до 80 % суден.

## Історія
Об'єднана суднобудівна корпорація була створена в 2007 році серією указів президента, підписаних президентом Володимиром Путіним. Згідно з указом, корпорація має 3 дочірніх підприємства: Західний центр суднобудування в Санкт-Петербурзі (Адміралтейська верф), Північний центр суднобудування і ремонту в Сєвєродвінську і Далекосхідний центр суднобудування і ремонту у Владивостоці. Державі належить 100 % акцій.
У червні 2012 року її президентом був призначений Андрій Дьячков. 21 травня 2013 року президент Росії Путін заявив, що наступного тижня новим президентом корпорації буде призначено Володимира Шмакова.
29 липня 2014 року проти компанії були введені санкції США.
У 2017 році корпорація закрила Північну та Західну дочірні філії.
У результаті російського вторгнення в Україну компанія потрапила під санкції Нової Зеландії, а також Великої Британії.

## Структура
ОСК об'єднує такі компанії:
- 33-й суднобудівний завод, Балтійськ
- Адміралтейські верфі, Санкт-Петербург
- Балтійський суднобудівний завод, Санкт-Петербург
- Виборзький суднобудівний завод[en], Виборг
- Зеленодольське конструкторське бюро, м. Зеленодольськ
- Північна Верфь[en], Санкт-Петербург
- Середньо-Невський суднобудівний завод, Санкт-Петербург
- Північне конструкторське бюро, Санкт-Петербург
- Судноверф Arctech Helsinki Shipyard, Гельсінкі
- Невське конструкторське бюро, Сєверодвінськ
- Конструкторське бюро Алмаз, Санкт-Петербург
- Верфь «Червоне Сормово», Нижній Новгород
- Конструкторське бюро «Рубін», Санкт-Петербург
- Онезьке науково-дослідне технологічне бюро, Сєвєродвінськ
- Конструкторське бюро «Малахіт», Санкт-Петербург
- 10 Судноремонтний завод, Полярний
- Суднобудівний завод «Янтар», Калінінград
- Амурський суднобудівний завод, Комсомольськ-на-Амурі
- Суднобудівний завод «Звездочка», Сєвєродвінськ
- Пролетарський завод, Санкт-Петербург
- Хабаровський суднобудівний завод, Хабаровськ
- ЦКБ ОСК-Айсберг, Санкт-Петербург
- CNRG Group, Астрахань
- Виробниче об'єднання Арктика, Сєвєродвінськ
- Виробниче об'єднання Севмаш, Сєвєродвінськ
- Світловське підприємство ЕРА, Світлий
- 35 СРЗ філія СРЦ «Зірочка» м Мурманськ
- ЗАТ Суднобудівний завод «Лотос», Наріманов
- Кронштадтський морський завод, Кронштадт
- Севастопольський морський завод[18]
- ЦКБ «Лазурит».